# Szabolcs István (agrokémikus)
Szabolcs István (Túrkeve, 1924. február 23. – Budapest, 1997. augusztus 10.) magyar talajkutató, vegyész, egyetemi tanár. A Magyar Tudományos Akadémia Talajtani, Agrokémiai és Üzemi Vízgazdálkodási Bizottságának tagja volt. A mezőgazdasági tudományok kandidátusa (Moszkva, 1953), a mezőgazdasági tudományok doktora (1959).

## Életpályája
1948-ban végzett a Debreceni Tudományegyetemen. 1949–1953 között a Kossuth Lajos Tudományegyetem tanársegéde volt. 1953–1954 között a szarvasi Öntözési és Talajjavítási Kutató Intézet igazgató-helyettese volt. 1954–1959 között a Magyar Tudományos Akadémia Talajtani és Agrokémiai Kutatóintézetének igazgató-helyettese, 1960–1980 között igazgatója, 1981–1995 között tudományos tanácsadója volt. 1960–1997 között az Agrokémia és Talajtan főszerkesztőjeként is dolgozott. 1965–1982 között a Nemzetközi Talajtani Társaság szikes albizottságának elnöke, 1974–1990 között főtitkár-helyettese, 1990-től tiszteletbeli tagja volt. 1968-tól az ELTE Természettudományi Karának címzetes egyetemi tanára volt. 1972–1990 között a Magyar Talajtani Társaság elnöke, 1990-től tiszteletbeli elnöke volt. 1988-tól a Mezőgazdasági Mérnökök Világszervezetének alelnöke volt.
Kutatási területe a talajtan, különösen a szikes talajok, talajképződés és talajosztályozás, öntözéses talajtan. 15 könyve és több mint 500 közleménye jelent meg.

## Családja
Szülei: Szabolcs Árpád és Lőwinger Irén voltak. 1955-ben házasságot kötött Darab Katalinnal.

## Művei
- A Hortobágy talajai (1954)
- A vízrendezések és öntözések hatása (1959)

## Díjai
- MTESZ-díj
- Tessedik Emlékérem
- Dokucsajev Emlékérem
- Treitz Péter-emlékérem (1979)